# Tephronia corticaria
Tephronia corticaria är en fjärilsart som beskrevs av Ignaz Schiffermüller 1775. Tephronia corticaria ingår i släktet Tephronia och familjen mätare. Inga underarter finns listade i Catalogue of Life.